# هیوندای گالوپر
هیوندای گالوپر (انگلیسی: Hyundai Galloper) که با نامهای گالوپر اکسید، گالوپر سافاری، آسیا گالوپر و گالوپر تی‌سی‌آی نیز شناخته می‌شود یک اس‌یووی سایز متوسط بود که توسط شرکت کره‌ای هیوندای موتور از سال ۱۹۹۱ تا ۲۰۰۳ تولید می‌شد. این خودرو بر اساس نسل دوم خودروی میتسوبیشی پاجرو ساخته شده‌است و قطعات آن از سوی شرکت هیوندای موبیس تأمین می‌شد.

## نگارخانه

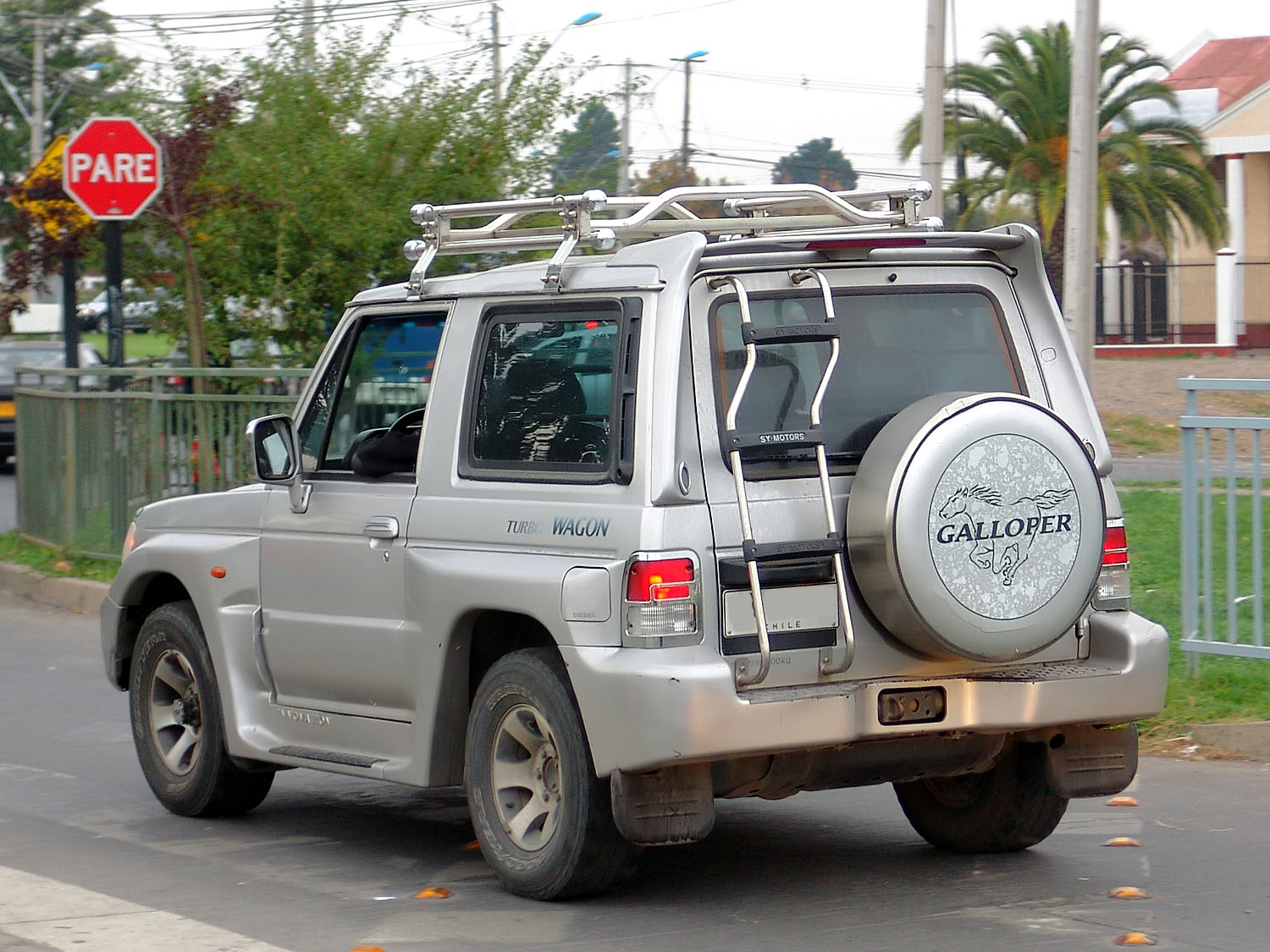
گالوپر ۲۰۰۰ ۲ در
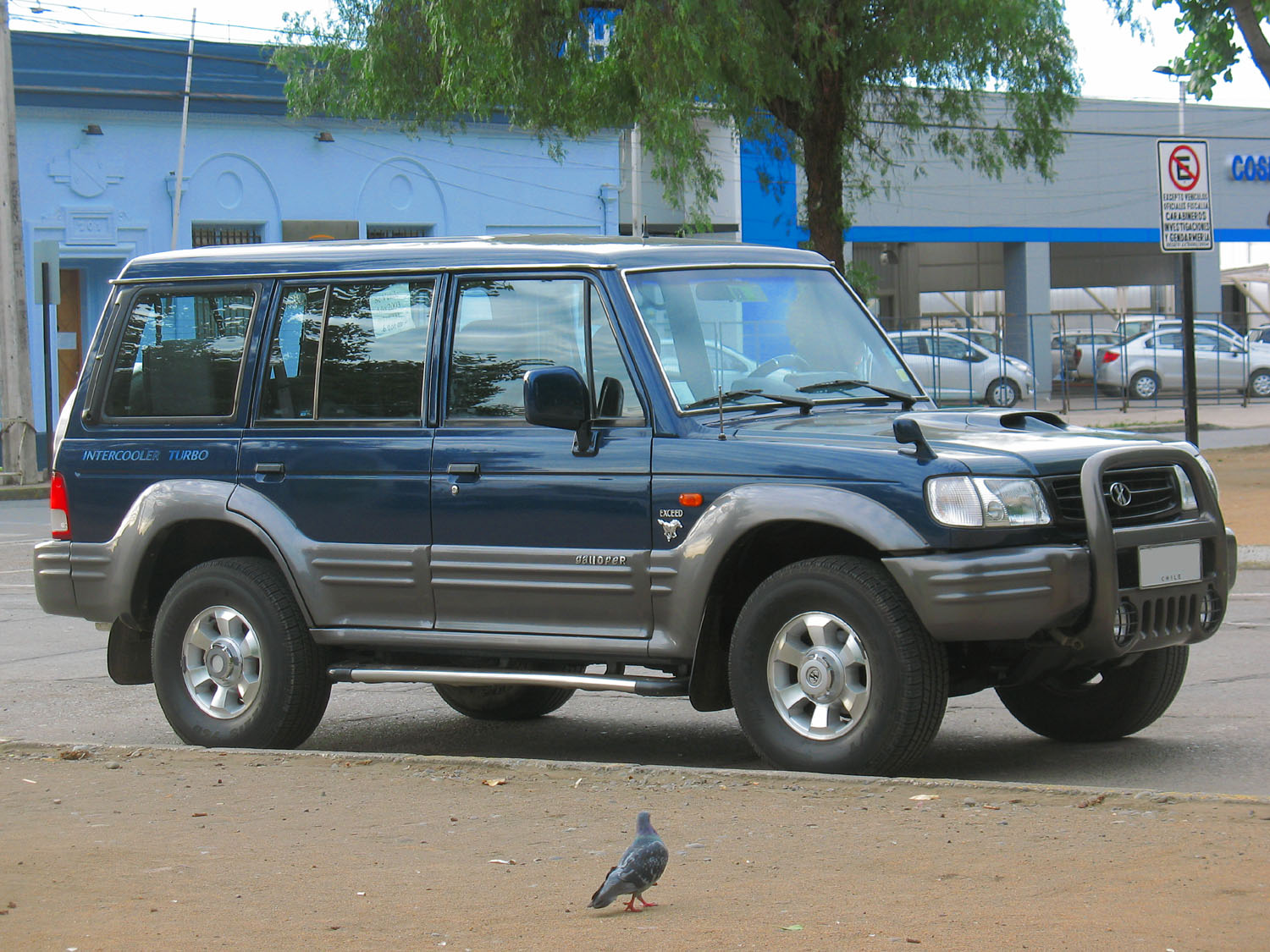
گالوپر اکسید ۲ ۲۰۰۳ ۲٫۵ تی‌دی‌آی ۴وی‌دی